# Victor Verschueren
Pour les articles homonymes, voir Verschueren.
Victor Abel Verschueren, né le 19 avril 1893 et mort à une date inconnue, est un bobeur et un joueur de hockey sur glace belge.

## Carrière
Victor Verschueren participe aux Jeux olympiques de 1924 à Chamonix et remporte la médaille de bronze en bob à quatre, avec Charles Mulder, René Mortiaux, Paul van den Broeck et Henri P. Willems.
Il fait aussi partie de l'équipe de Belgique de hockey sur glace éliminée au premier tour de la compétition de hockey sur glace des Jeux de Chamonix, avec trois défaites.

## Palmarès

### Jeux Olympiques
- : médaillé de bronze en bob à quatre aux Jeux olympiques d'hiver de 1924.